# Dime quién soy
Dime quien soy es una novela histórica de Julia Navarro, publicada en 2010 por el sello Plaza & Janés de Barcelona, que da un repaso sobre los acontecimientos y personajes importantes del siglo XX, desde la guerra civil española hasta la caída del muro de Berlín, pasando por la Segunda Guerra Mundial y la Guerra Fría.

## Argumento
Guillermo Albi, un periodista madrileño recibe la propuesta de una mujer rica de investigar la misteriosa vida de su bisabuela, Amelia Garayoa, una mujer de la que solo se sabe que huyó con un comunista francés, abandonando a su hijo Javier y a su esposo Santiago Carranza antes de que estallara la guerra civil española. Pero lo que la familia desconoce es su apasionante vida repleta de inimaginables experiencias alrededor del mundo del espionaje, amor e intriga, en las que Amelia tendrá que buscar la mejor salida posible de las tragedias que pareciera que la persiguen a lo largo de su azarosa vida.

## Adaptación
El 4 de diciembre de 2020, Movistar+ estrenó, en prime time de su canal #0, la serie homónima basada en la novela, que consta de nueve capítulos, cada uno de ellos de aproximadamente 50 minutos de duración.